# سابق‌محله
سابق محله، روستایی است از توابع بخش یانه‌سر شهرستان بهشهر در استان مازندران ایران.
سابقا مسی در این محله خر خورده داده است.

## جمعیت
این روستا در دهستان عشرستاق قرار دارد و براساس سرشماری مرکز آمار ایران در سال ۱۳۸۵، جمعیت آن ۱۲۰ نفر (۳۵خانوار) بوده‌است. مردم این روستا از قومیت طبری هستند. مردم این روستا به زبان طبری (مازندرانی) سخن می‌گویند.

## آب و هوا
این روستا دارای آب وهوای مدیترانه‌ای است. دارای زمستان‌های نسبتاً سرد و تابستان‌های معتدل می‌باشد. به دلیل نفوذ هوای سرد شمالی از روی دریای خزر این منطقه دارای برف سنگین و هوای سرد است. در برخی موارد نیز به دلیل نفوذ جریانات جنوبی هوای خشک همراه وزش باد شدید براین مناطق حاکم می‌شود.